# 列夫基夫卡 (波格列比謝區)
49°27′50″N 28°59′56″E / 49.46389°N 28.99889°E
列夫基夫卡（烏克蘭語：Левківка），是烏克蘭的村落，位於該國西南部文尼察州，由文尼察區負責管轄，面積0.15平方公里，海拔高度284米，2001年人口349，人口密度每平方公里2,390.41人。